# Bernard Vogler

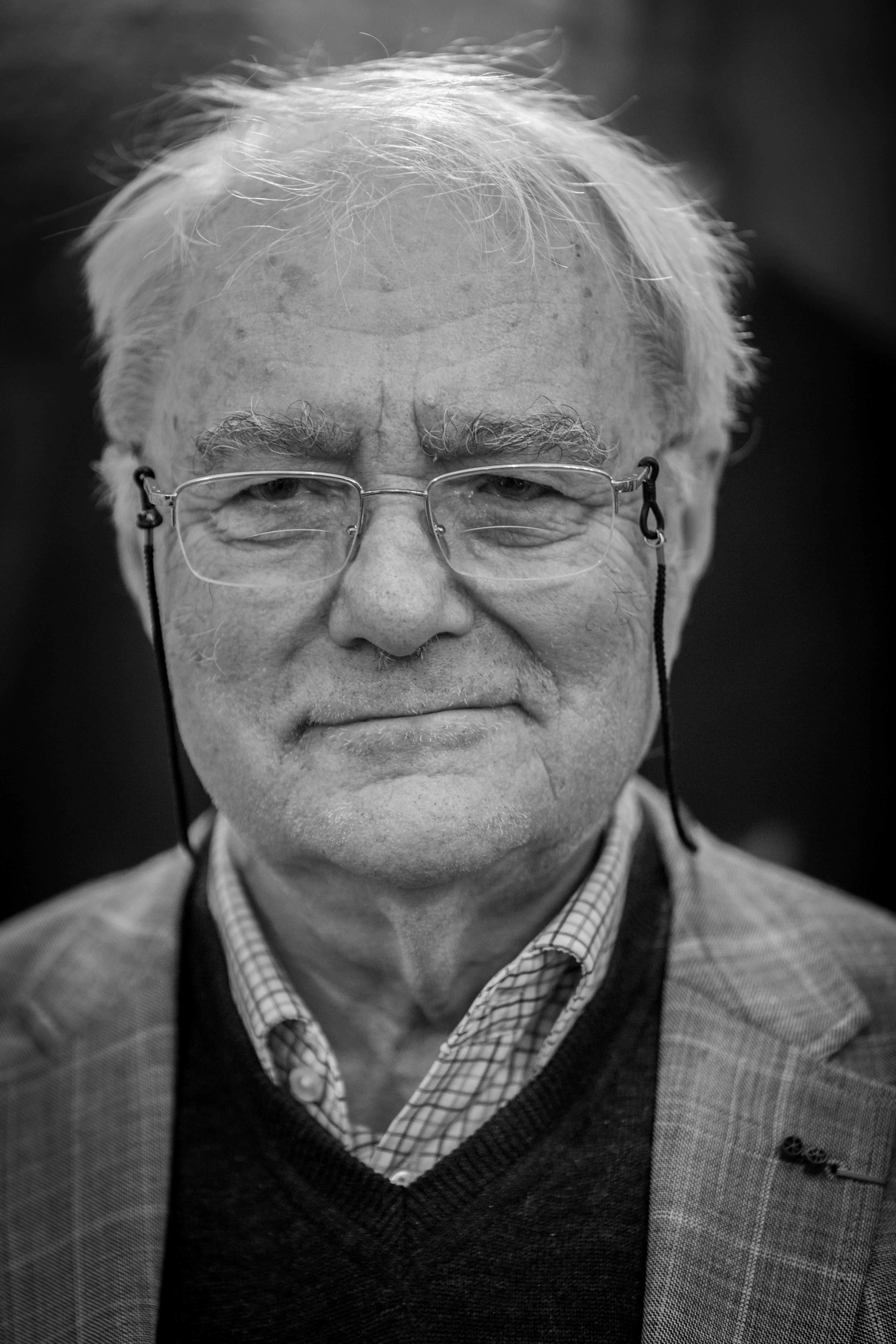
Bernard Vogler, 2013

Bernard Vogler (* 30. April 1935 in Obermodern; † 2. Dezember 2020 in Straßburg) war ein französischer Historiker.

Der in einer unterelsässischen Gemeinde geborene Bernard Vogler erlebte als Kind die deutsche Besatzung im Elsass und die leidvollen Erfahrungen des Zweiten Weltkrieges. Er legte das Abitur (Baccalauréat) am Lycée Bouxwiller ab. Er studierte von 1953 bis 1955 an der École Normale d’Instituteurs in Lyon. Nach dem Examen unterrichtete er an einer Grundschule in Colmar. Parallel studierte er von 1955 bis 1960 an der Universität Lyon. Von 1960 bis 1965 war er als „Gymnasialprofessor“ am Lyzeum (professeur de lycée) in Colmar. Von 1965 bis 1969 war er Forschungsattaché am Centre national de la recherche scientifique. Er wurde promoviert 1972 an der Sorbonne. Von 1969 bis 1976 unterrichtete er als Oberassistent (maître assistant) an der Universität Straßburg. Dort lehrte er von 1976 bis zu seiner Emeritierung 2003 auf einer Professur. Er hatte Gastprofessuren an den Universitäten Stuttgart und Neuchâtel.
Er gehörte zu den renommiertesten Historikern, die zur Geschichte des Elsass forschten. Dazu veröffentlichte er 2012 eine Darstellung, die sich von der Altsteinzeit bis zur Gegenwart erstreckt und einen Schwerpunkt auf dem 19. und 20. Jahrhundert hat. Seine Ehefrau Chantal Vogler bearbeitete die Urgeschichte, Antike und die alamannische sowie fränkische Periode. Die erste deutschsprachige Gesamtdarstellung über die Geschichte des Elsass wurde damit von einem französischen Forscher verfasst. Mit Michel Hau erarbeitete er eine Gesamtdarstellung der Wirtschaftsgeschichte des Elsass, die 1997 erschien. Im Jahr 2009 erschien von ihm eine Untersuchung zur frühneuzeitlichen Dekapolis von 1354 bis 1679. Er forschte außerdem zur Geschichte der Pfalz im 16. Jahrhundert. Für seine Forschungen wurden Vogler zahlreiche wissenschaftliche Ehrungen und Mitgliedschaften zugesprochen. Bereits 1977 erhielt er den Prix Marie-Eugène-Simon-Henri-Martin und 1994 den Prix Georges-Goyau der Académie française. Er war Ritter der französischen Ehrenlegion, Offizier des französischen nationalen Verdienstordens und Officier des Palmes académiques. Die „Les Amis du Vieux Strasbourg“ (Freunde des alten Straßburg) würdigten ihn 2000 mit einem Prix d’honneur.
Er verbrachte den größten Teil seines Lebens in Straßburg. Seine Frau verschied 2018 und er starb zwei Jahre später im Alter von 85 Jahren in Straßburg.

## Schriften
Monographien
- Geschichte des Elsass. Kohlhammer, Stuttgart 2012, ISBN 978-3-17-022329-5.
- Nouvelle histoire d’Alsace. Une région au cœur de l’Europe. Éd. Privat, Toulouse 2003, ISBN 2-7089-4776-1.
- Histoire économique de l’Alsace. Croissance, crises, innovations. Vingt siècles de développement régional. Ed. La Nuée Bleue, Straßburg 1997, ISBN 2-7165-0405-9.
- Histoire culturelle de l’Alsace. Du Moyen Âge à nos jours, les très riches heures d’une région frontière. 4. Auflage. La Nuée Bleue, Straßburg 1994, ISBN 2-7165-0273-0.
- Vie religieuse en pays rhénan dans la seconde moitié du XVIe siècle (1556–1619). Service de Reproduction des Thèses, Université de Lille III, Lille 1974

Herausgeberschaften
- La Décapole. Dix villes d’Alsace alliées pour leurs libertés 1354–1679. Editions La Nuée Bleue/DNA, Straßburg 2009, ISBN 978-2-7165-0728-8.